# Viçoso Jardim
Viçoso Jardim é um bairro da Zona Norte de Niterói, no Leste Metropolitano do Rio de Janeiro. Faz limites com os bairros do Fonseca, Cubango, Caramujo e Ititioca. Situa-se no maciço costeiro de Niterói, numa área conhecida como "mar de morros" (sucessão de vales e colinas de baixa altitude).

## História
Este local possui algumas especificidades em relação a seu histórico de ocupação. Tais particularidades foram relatadas por alguns moradores, como: inicialmente, o local abrigava uma antiga fazenda de propriedade do Sr. Saraiva, descendente de portugueses; após sua morte, a prefeitura desapropriou as terras por conta de uma dívida contraída pelos herdeiros junto à Prefeitura, devido ao não pagamento de impostos (IPTU); o local passou, então, a ser o depósito de lixo oficial do município de Niterói; por volta de 1986, o depósito foi desativado, devido à saturação, dizem uns, ou por pressão da comunidade, dizem outros; seguiu-se a ocupação e a construção de casas na região, a princípio, por catadores do lixo local e, com o passar dos anos, de maneira geral e indiferenciada; nos anos 1990, a prefeitura passou a urbanizar a área, levando luz, água, iluminação pública, bem como a recolher taxas por tais serviços. 

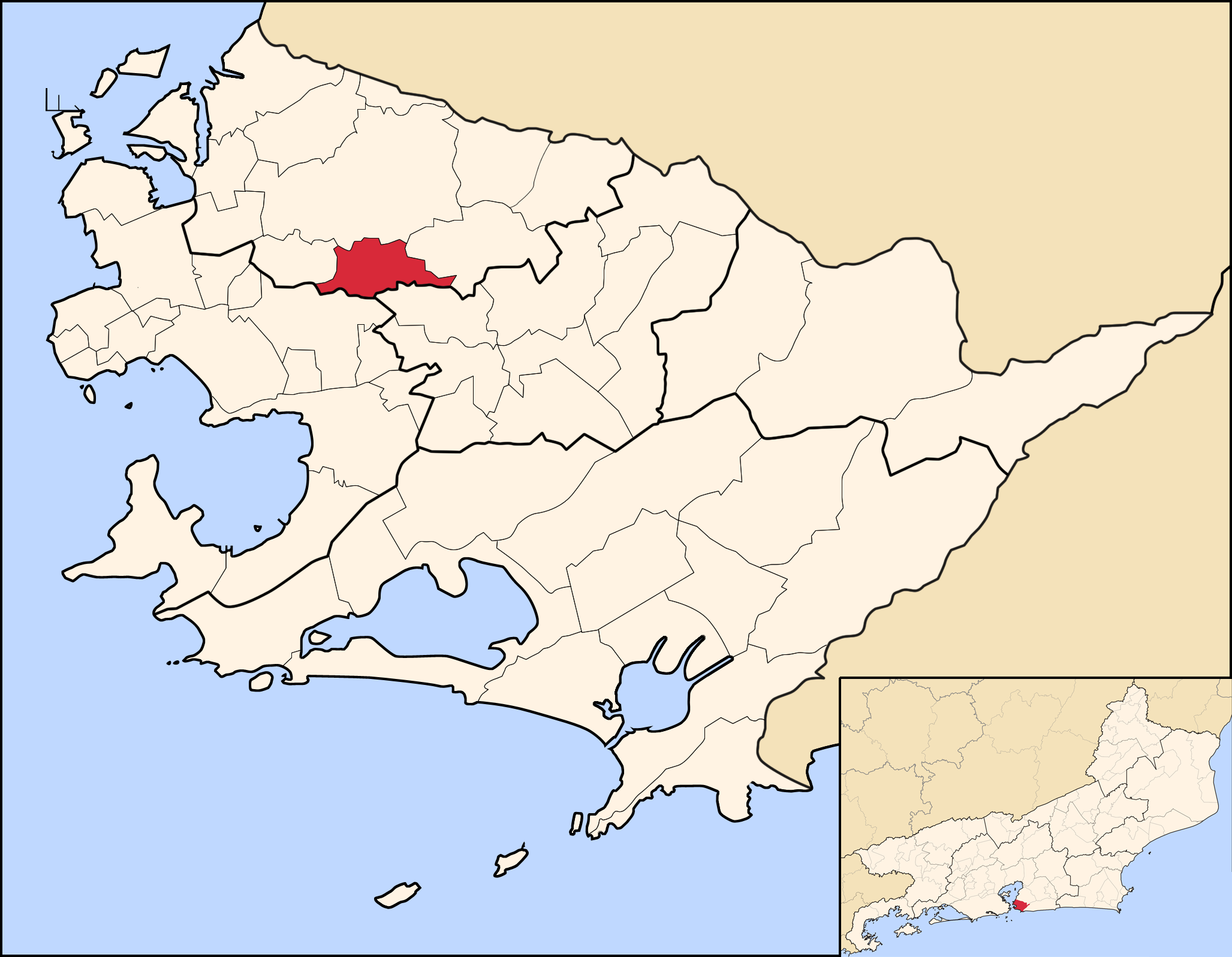
Localização do bairro de Viçoso Jardim no município de Niterói.

Os trabalhadores exerciam ofícios diferenciados e pertinentes às atividades agrícolas. Este núcleo original de povoamento atrai para o lugar comerciantes portugueses que iriam montar mercearias, as " vendas " de antigamente. Vamos encontrar pelo bairro marcas da presença portuguesa, como por exemplo nos nomes das travessas Alice e Odete, dados por um português em homenagem às suas filhas, ou no próprio nome original do bairro - " venda de mulatas " - que, segundo moradores, seria oriundo da presença de um português dono de uma " venda " e de suas três filhas mulatas. Poderíamos identificar cronologicamente esta presença lusitana a partir da década de 30, porém foi somente na década de 60 que o bairro viveu o seu período de ocupação mais intensa.
Atualmente podemos observar que apenas uma pequena parte da Fazenda do Saraiva foi ocupada, fruto de acordo entre seu proprietário e os moradores locais, pois a mesma não foi oficialmente loteada.